# Ancien dépôt de Dairy Farm
L'ancien dépôt de Dairy Farm (舊牛奶公司倉庫), aussi appelé ancien bâtiment de Dairy Farm, est un monument historique de Hong Kong situé dans le quartier de Central, qui accueille actuellement le Fringe Club (dans le bloc sud) et le club des correspondants étrangers (dans le bloc nord). Il est situé au 2 Lower Albert Road (en). L'arrière du bâtiment est situé le long de Wyndham Street (en), tandis que son bord fait face à Glenealy (en).

## Histoire
En 1892, la compagnie Dairy Farm fait construire un bâtiment de faible hauteur en brique et en stuc sur Lower Albert Road à Central pour l'utiliser comme entrepôt frigorifique. Il est conçu par le cabinet d'architecture Danby & Leigh (actuel Leigh & Orange (en)). Le dépôt d'origine ne comprend qu'environ la moitié des locaux actuels  (la partie sud). Cet entrepôt est ensuite rénové et agrandi en 1913, 1917 et 1925 pour inclure une laiterie, une salle pour le fumage de la viande, une chambre froide pour les vêtements d'hiver et une résidence pour le directeur général. Le bâtiment évolue ensuite pour devenir le siège de l'entreprise jusqu'à ce que Dairy Farm déménage dans les années 1970.
Le club des correspondants étrangers commence à occuper le bloc nord en 1982. Le bloc sud est acquis par le Fringe Club en 1984 et le bâtiment a depuis bénéficié de nombreuses rénovations.

## Architecture
Le bâtiment est construit dans le style architectural éclectique avec une forte influence néoclassique et une certaine influence du mouvement Arts and Crafts. La façade présente des briques polychromes « bandées ».

## Préservation
Le bâtiment est situé le long du sentier du patrimoine de Central and Western. Il est classé bâtiment historique de rang II en 1981, puis de rang I en 2009. Le projet de rénovation et de remise à neuf de l'ancien bâtiment de Dairy Farm et sa conversion en Fringe Club est lauréat des prix du patrimoine de Hong Kong 2001, organisés par le conseil consultatif des antiquités et le bureau des antiquités et monuments.

## Galerie

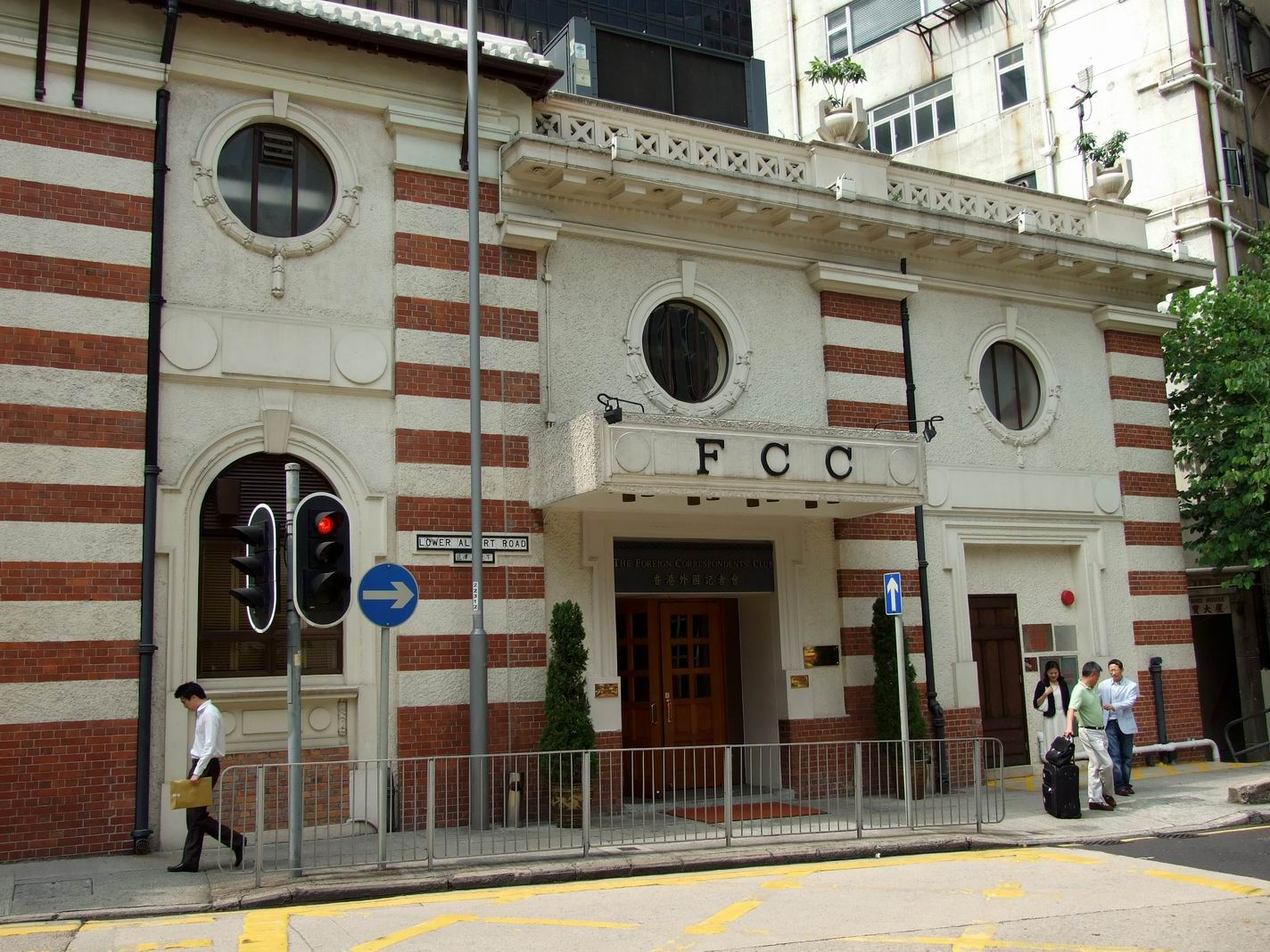
Bloc nord : Club des correspondants étrangers
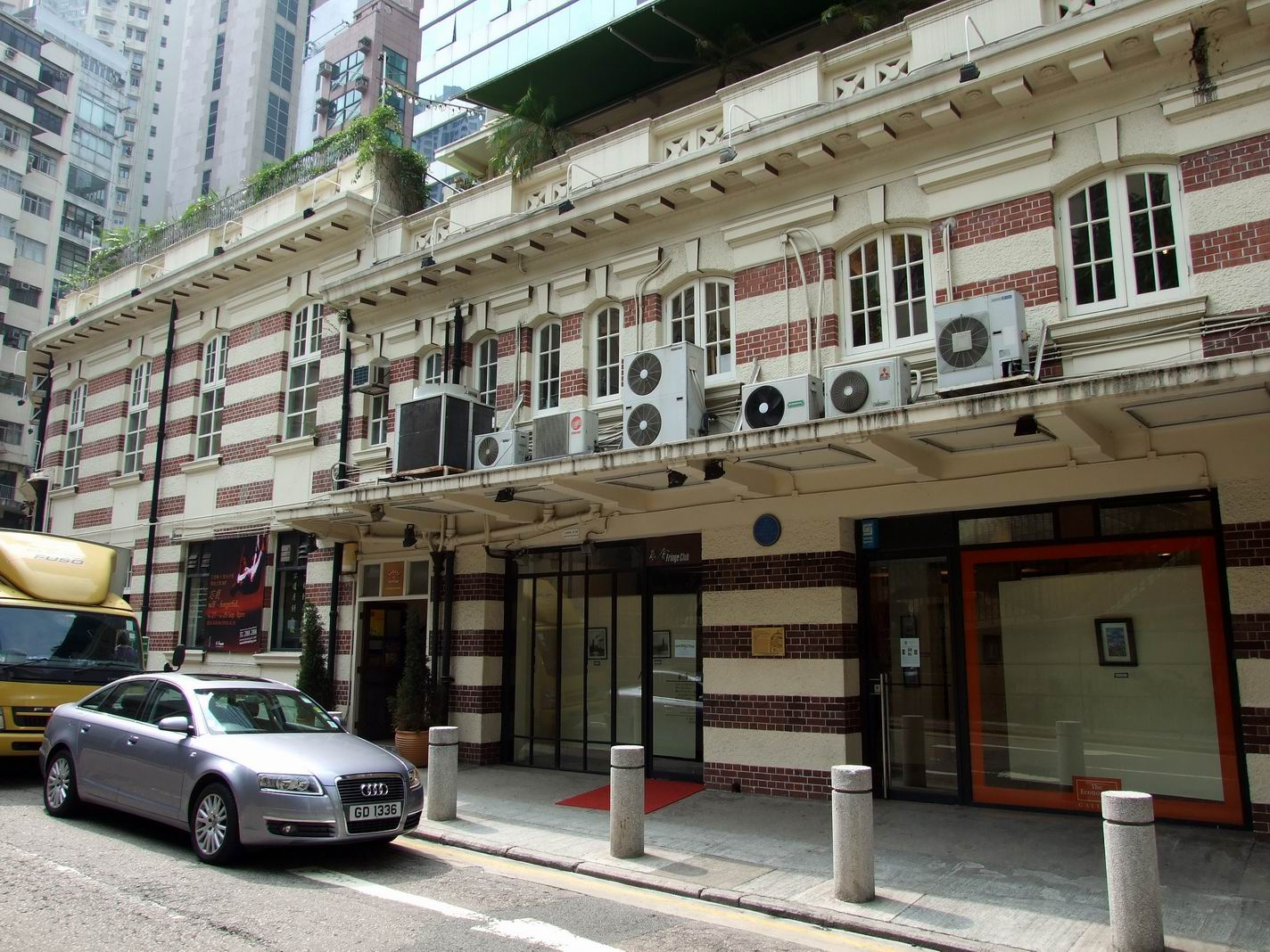
Bloc sud : Fringe Club
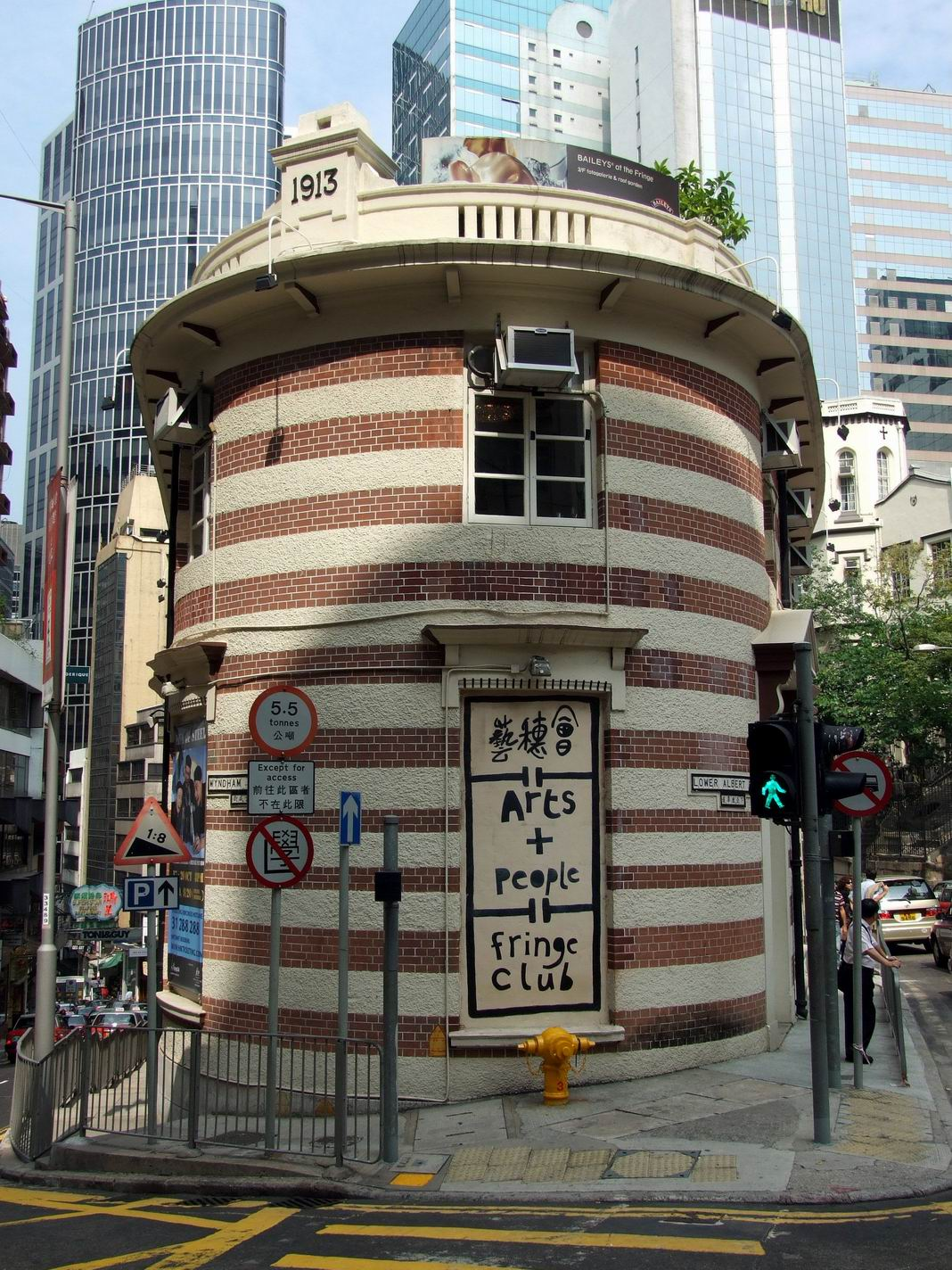
Extrémité du bâtiment. Le « 1913 » sur le toit indique une date de travaux de rénovation.
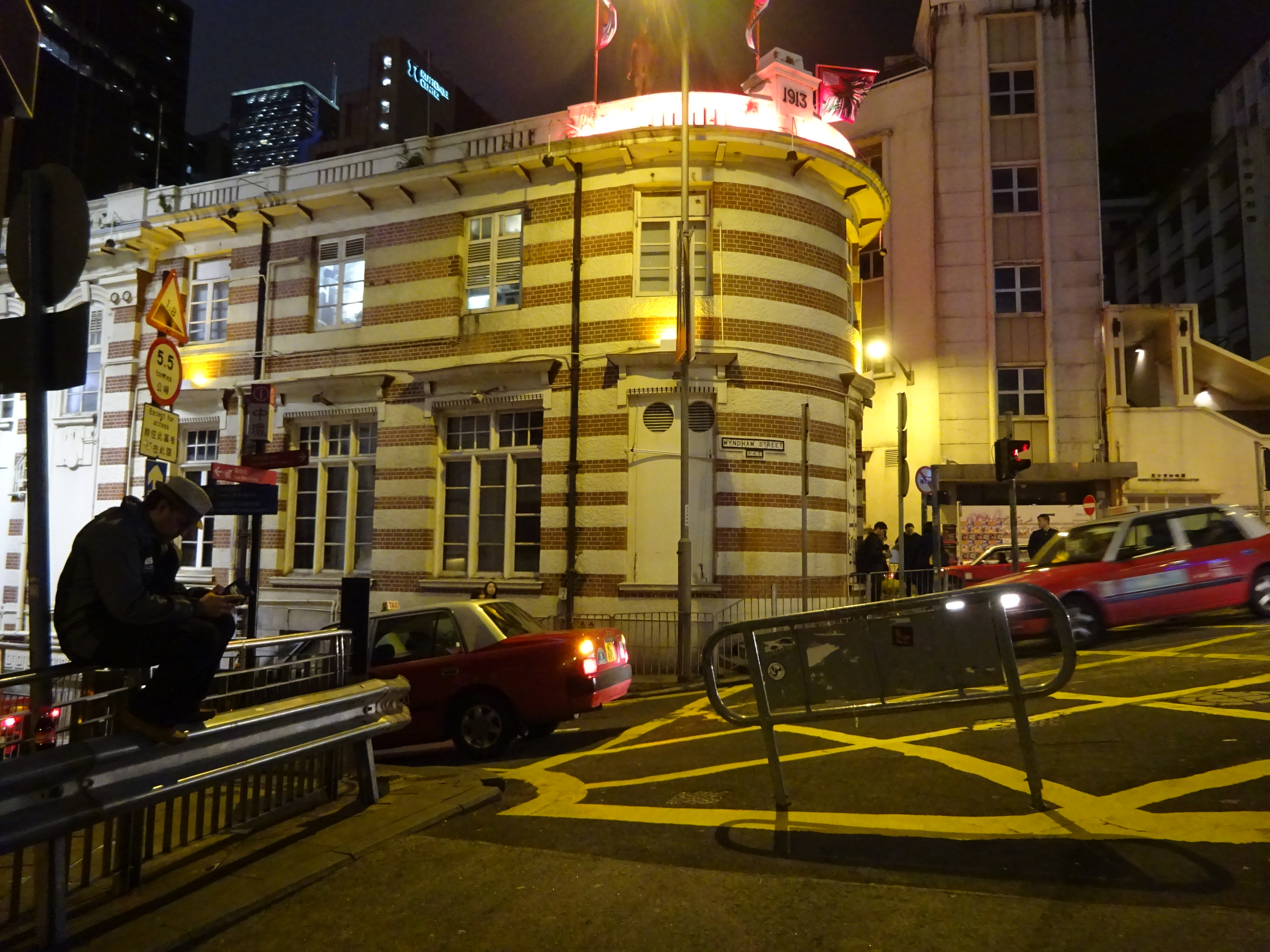
Vue de nuit.
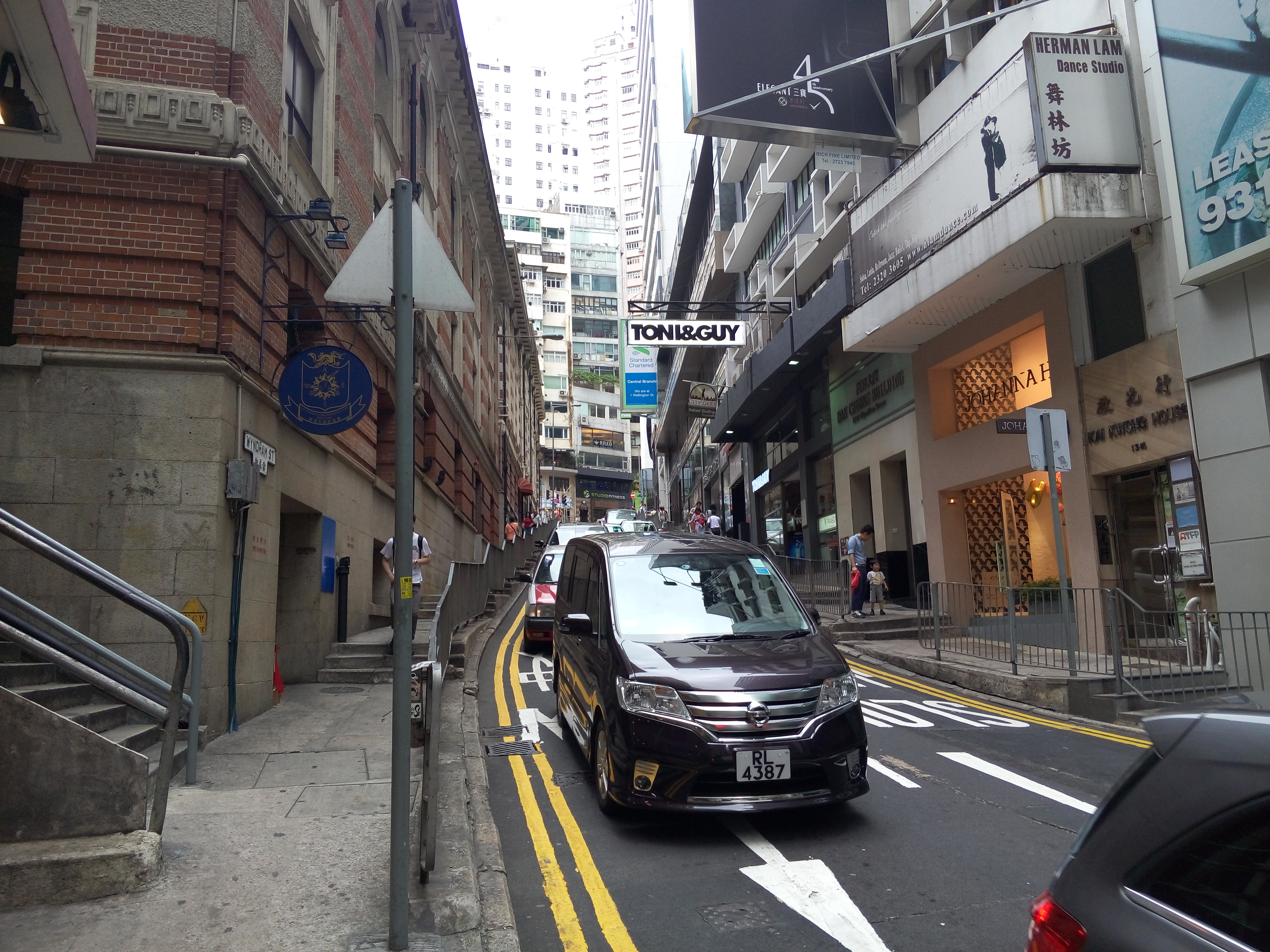
Vue depuis l'arrière.